# لوله غوطه‌ور شده

Immersed tube type A, built upon a shallow trench on the seabed.

Immersed tube type B, built under the seabed level.

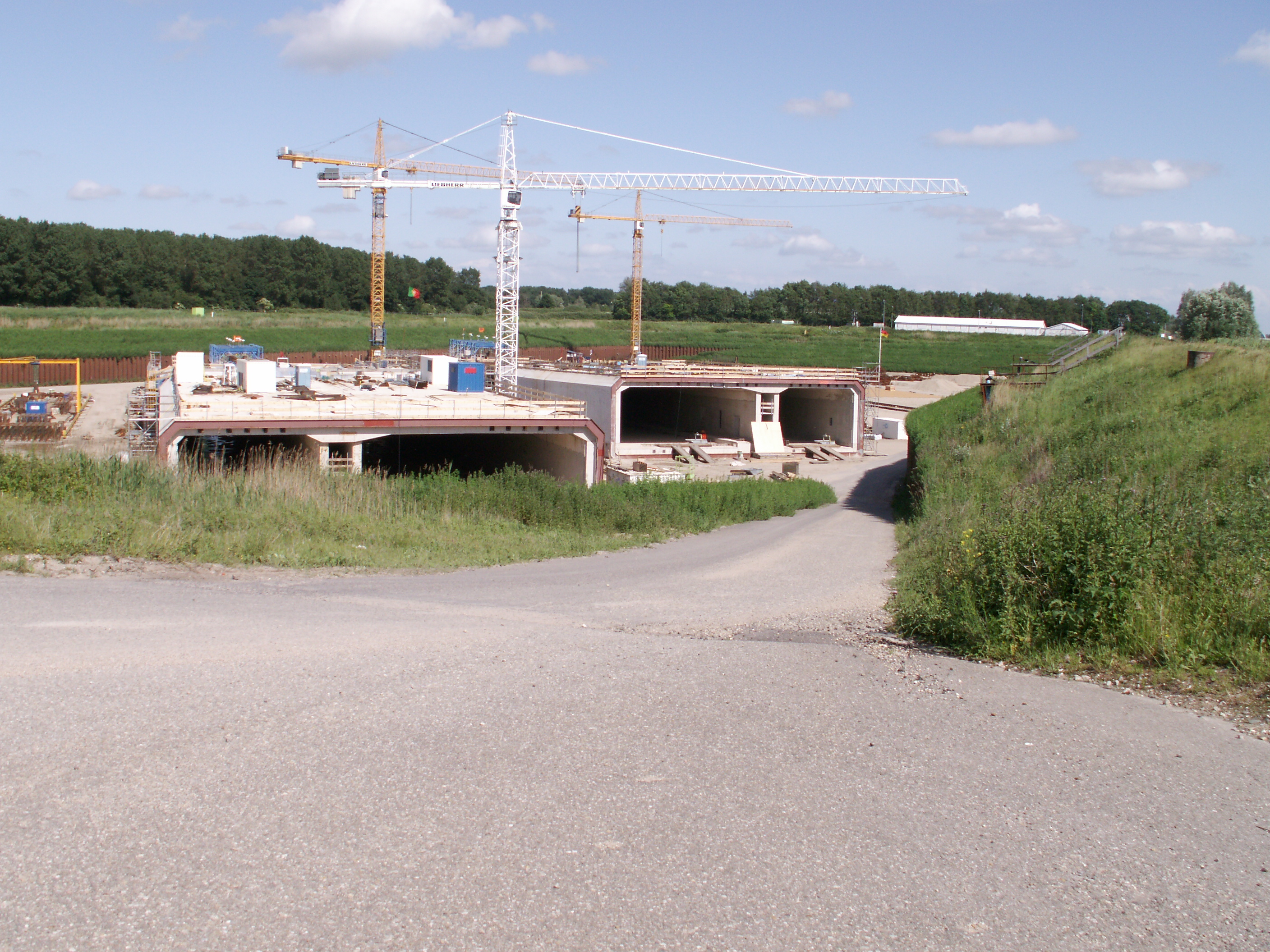
Construction of segments for the second Coen Tunnel in the Netherlands

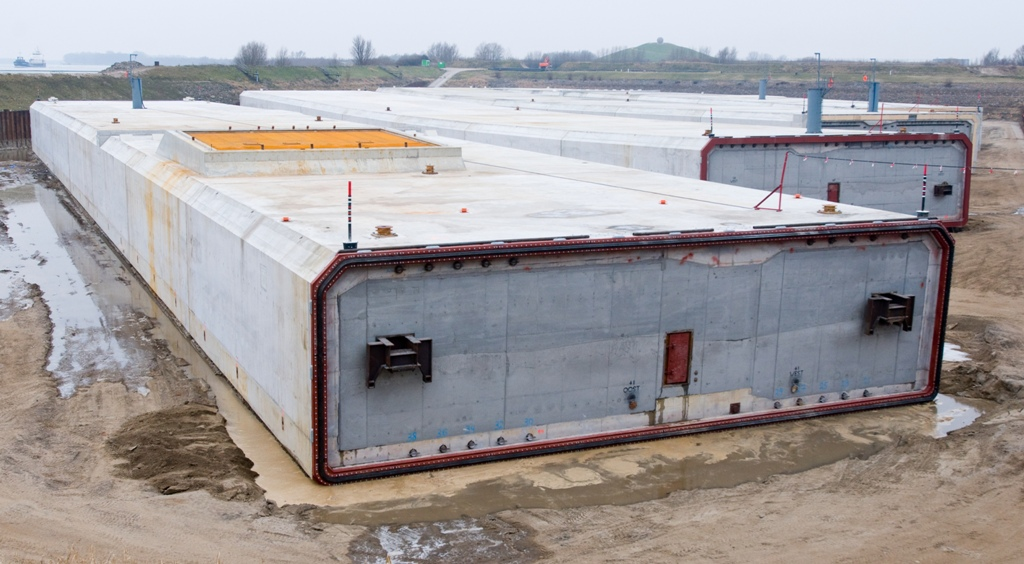
Tunnel segments sealed off, ready to be floated to site, and sunk into place

لوله غوطه‌ور، یک نوع تونل زیرزمینی است که از بخش‌هایی تشکیل شده که در جای دیگری ساخته شده و به محل تونل شناور می‌شود تا در محل غوطه‌ور شود و سپس با هم مرتبط شوند. لوله غوطه‌ور معمولاً برای عبور از جاده‌ها و راه‌آهن در رودخانه‌ها و کانال‌های دریا / بندر استفاده می‌شود. لوله‌های غوطه‌وری اغلب در کنار دیگر انواع تونل در انتهای خود مانند تونل کند و پوش یا سوراخ شده اجرا می‌شوند که معمولاً برای ادامه تونلی از لبه آب نزدیک به ورودی (پورتال) در سطح زمین استفاده می‌شود.